# Gösta Bruce
Lars Gösta Bruce (uttal /²brʉːsɛ/), född 3 januari 1947 i Helsingborg, död 15 juni 2010 i Lund, var en svensk språkforskare och professor i fonetik vid Lunds universitet från 1986. Han forskade om prosodi, i synnerhet svenska ordaccenter och deras variation i svenska dialekter. Han var ordförande i International Phonetic Association från 2007.

## Biografi

### Akademisk karriär
Efter studentexamen 1965 vid Högre allmänna läroverket för gossar i Helsingborg började Bruce studera ryska i Lund, men kom sedan att ägna sina studier åt fonetik. Som lärare hade han bland andra prosodikern Eva Gårding som kom att väcka hans intresse för prosodi och svenskans ordaccenter; och Bruces och Gårdings prosodimodell har kommit att kallas för lundamodellen inom prosodiforskningen. 1977 disputerade han på avhandlingen Swedish word accents in sentence perspective (”Svenska ordaccenter i ett satsperspektiv”). Avhandlingen blev internationellt uppmärksammad och inflytelserik genom sitt sätt analysera intonation inom prosodiforskningen.
 Bruce blev professor i fonetik i samband med Gårdings pensionering 1986 och var även prefekt vid Institutionen för lingvistik i sex år. 2001 invaldes han som ledamot nr. 460 i Kungliga Vitterhetsakademien,, 2004 blev han ledamot i Kungl. Fysiografiska Sällskapet i Lund och han var även från 2007 fram till sin bortgång ordförande för International Phonetic Association där han var mycket aktiv i 1999 års revision av det Internationella fonetiska alfabetet.

### Friidrott
Som ung tävlade Bruce inom friidrott för IFK Helsingborg och tillhörde i början av 1970-talet Sverigeeliten inom längdhopp. Han blev svensk mästare i grenen vid SM i friidrott 1971 och deltog samma år i Finnkampen. Hans personliga rekord i längdhopp var 7,53 meter från 1973.

### Gravplats, minnesfond och symposium
Bruce är begravd på Norra kyrkogården i Lund.
En minnesfond, Gösta Bruce Memorial Fund, etablerades 2010 och förvaltas av International Phonetic Association. Ett internationellt symposium om prosodi till minne av Gösta Bruce ägde rum i Lund 2–3 juni 2014.